# クイズ!ヘキサゴンII (ゲーム)
『クイズ!ヘキサゴンII』は2010年7月22日に発売されたバンダイナムコゲームス・バンダイレーベルのニンテンドーDS用ゲームソフト。

## 概要
フジテレビ系列で放送されている島田紳助が司会のクイズ番組『クイズ!ヘキサゴンII』をゲーム化。ミニゲームとクイズを用いて、ゲームオリジナルのコーナーも含めた15種類のコーナーが収録され、問題は4500問が収録されている。

## キャラクター
ヘキサゴンファミリーは、『ヘキサな絵本』や特典DVDなどに登場するイラスト調で出演。殆どのメンバーは私服を着たイメージで登場するが、Paboの3人はアニメキャラクターと同じ衣装であり、羞恥心の3人も、既存のキャラクターになっているほか、ユニット内での名義で登場という特殊な扱いになっている。また、新規に作られたファミリーメンバーも登場しており、辻希美のキャラクターが新たに作られ、山田親太朗も細部が修正された2代目での登場となっている。
プレイヤー自身も、分身となるイラストを作成してゲームに参加する。

### 出演するヘキサゴンファミリー
- 島田紳助
- 中村仁美（フジテレビアナウンサー）

解答者　合計25人
- 羞恥心 羞
- 羞恥心 恥
- 羞恥心 心
- 里田まい（カントリー娘。）
- スザンヌ
- 木下優樹菜
- 崎本大海
- 山田親太朗
- 藤本敏史（FUJIWARA）
- 原西孝幸（FUJIWARA）
- 田中卓志（アンガールズ）
- 山根良顕（アンガールズ）
- 品川祐（品川庄司）
- 庄司智春（品川庄司）
- 岡田圭右（ますだおかだ）
- クリス松村
- 小島よしお
- 元木大介
- 波田陽区
- misono
- 南明奈
- 矢口真里
- 神戸蘭子
- 大沢あかね
- さとう里香
- 辻希美

## クイズモード
- ノーマルモード(普通)
- イージーモード(簡単)
- キッズモード(子供向け)
- クイズ王モード(難しい)

## ミニゲーム
みんなで跳ぼう縄跳びクイズ
仲間を救え！底抜けドボンクイズ！
クイズ！ムカデ競走
つなひきクイズ
かるたクイズ
前後を答えよう！2ショットクイズ
ちゃんと出題できるかな！？アナウンスクイズ
脳解明クイズ！
電撃4択クイズどっちカニ～！？
ベルトクイズ
PKクイズ
ドッジボールクイズ
浮島早押しクイズ
行列早抜け！リレークイズ

## トレーニング
- A:ヘキサゴンドリル(予選ペーパーテスト)
- B:なわとびトレーニング